# Joe Fernández
Joe Fernández (Buenos Aires, 16 de enero de 1975) es un astrólogo, cantautor, empresario y escritor argentino.

## Carrera
A la edad de 12 años empezó tocando la guitarra en un colegio de curas. En el año 2004 y 2005 empieza a escribir canciones para lo que sería su disco debut. En el 2006 se lanza oficialmente como solista y edita su disco debut titulado Formas, que transita por el pop rock. Dicho material fue coproducido por Ezequiel Araujo, quien también es productor artístico de Leo García, Intoxicados y Antonio Birabent, y editado por PopArt. Ese mismo año Fernández comenzó a llevar su música por todo el país y realizó durante los meses de marzo y abril, un ciclo todos los viernes en Hard Rock Café de Capital Federal. Luego llevó su música hasta Nueva York y Los Ángeles, Estados Unidos.
En 2008, Ezequiel Araujo vuelve a trabajar con Joe y coproducen el segundo álbum, Aire. La presentación de este disco tuvo lugar en La Trastienda Club y contó con Luciano Pereyra como invitado.
En 2010 editó su tercera producción discográfica bajo el nombre de Cursi, disco compuesto por 10 canciones de amor.
En el año 2012 edita su cuarto trabajo discográfico llamado simplemente Rock. Ese mismo año hace una pequeña participación en la telenovela argentina Dulce Amor interpretando a un astrólogo.
En el año 2014 edita su primer libro titulado Como conseguir chicas. Es el autor de los libros Horóscopo 2015 y Horóscopo 2016.

## Discografía
Álbumes de estudio
- Formas (2006)
- Aire (2008)
- Cursi (2010)
- Rock (2012)

## Televisión
| Televisión | Televisión        | Televisión    | Televisión |
| Año        | Título            | Personaje/Rol | Canal      |
| ---------- | ----------------- | ------------- | ---------- |
| 2012       | Dulce Amor        | Astrólogo     | Telefe     |
| 2016       | El gran bartender | Jurado        | Telefe     |
| 2017       | Pasapalabra       | Participante  | El Trece   |
| 2018       | Combate           | Jurado        | El Nueve   |
| 2020       | El muro infernal  | Participante  | Telefe     |